# The Swell Season
The Swell Season – duet muzyczny, powstał w 2005 roku w Dublinie z inicjatywy Czeszki Markéty Irglovej i Irlandczyka Glena Hansarda. Formacja zadebiutowała albumem The Swell Season, który trafił do sprzedaży w 2006 roku. 
Międzynarodowy rozgłos grupa zyskała za sprawą występu w dramacie Once w reżyserii Johna Carney’a. Duet napisał oraz wykonał ścieżkę dźwiękowa na jego potrzeby. Pochodząca z filmu piosenka przewodnia „Falling Slowly” została wyróżniona w 2008 roku Nagrodą Akademii Filmowej, natomiast sam album uzyskał nominację do nagrody amerykańskiego przemysłu fonograficznego Grammy. Wydawnictwo trafił także na liczne listy przebojów m.in. w Nowej Zelandii, Stanach Zjednoczonych i Francji.
23 października 2009 roku ukazał się drugi album studyjny duetu zatytułowany Strict Joy. Wydawnictwo spotkało się z komercyjnym niepowodzeniem, a także umiarkowanym odbirem wśród krytyków muzycznych. W 2011 roku duet zawiesił działalność.

## Dyskografia
| The Swell Season            | - Data: 21 kwietnia 2006 - Wydawca: Overcoat Recordings | —  | —  | —  | —  | —  |
| Once (ścieżka dźwiękowa)    | - Data: 22 maja 2007 - Wydawca: Canvasback, Columbia    | 15 | 81 | 14 | 40 | 48 |
| Strict Joy                  | - Data: 23 października 2009 - Wydawca: ANTI-           | —  | —  | —  | —  | —  |
| „—” album nie był notowany. |                                                         |    |    |    |    |    |

## Nagrody i wyróżnienia
| Rok  | Kategoria                                                                              | Tytułem | Nagroda | Nota      | Źródło |
| ---- | -------------------------------------------------------------------------------------- | ------- | ------- | --------- | ------ |
| 2007 | Best Compilation Soundtrack Album For Motion Picture, Television Or Other Visual Media | Once    | Grammy  | Nominacja | [ 4 ]  |